# Hoogkarspel
Hoogkarspel  è una località di circa 7.900 abitanti del nord-ovest dei Paesi Bassi, facente parte della provincia dell'Olanda Settentrionale e situata nella regione della Frisia Occidentale. Dal punto amministrativo, si tratta di un ex-comune, dal 1979 annesso alla municipalità di Drechterland, di cui è il capoluogo.

## Geografia fisica

### Territorio
Hoogkarspel si trova nella parte centro-orientale della regione della Frisia Settentrionale, tra le località di Enkhuizen e Nibbixwoud (rispettivamente ad ovest della prima e ad est della seconda), a circa 15 km a nord-est di Hoorn.

## Storia

### Stemma
Lo stemma di Hoogkarspel raffigura un cavallo argentato su sfondo rosso.

## Monumenti e luoghi d'interesse

### Architetture civili

#### Watertoren
Tra i monumenti principali di Hoogkarspel figura la Watertoren, costruita nel 1930.

## Società

### Evoluzione demografica
Al censimento del 31 gennaio 2014, Hoogkarspel contava una popolazione pari a 7.888 abitanti.